# 渤海滨南牡蒿
渤海滨南牡蒿（学名：Artemisia eriopoda var. maritima）为菊科蒿属下的一个变种。